# Apalone ferox
La tortuga de caparazón blando de Florida (Apalone ferox) es una especie de trioníquido nativo del sureste de los Estados Unidos.

## Descripción
Es una tortuga acuática de agua dulce, con caparazón blando.
Esta especie tiene el caparazón de color marrón y oliva o negro, con unos dibujos muy llamativos de color naranja o amarillo de distintas tonalidades. El borde del caparazón está reseguido por una fina raya naranja o amarilla. Tiene un cuerpo muy plano, que le sirve para nadar mejor y con menos esfuerzo. Su cabeza y sus patas son verde oliva,aunque a veces también negras, con rayas y manchas naranjas y/o amarillas. Las patas están muy palmeadas. Tienen una característica nariz en forma de trompa, que junto con su largo cuello les permite respirar sin tener que moverse del fondo del acuario.
El plastrón es de color blanco, sin manchas.
Son unos animales muy tranquilos, que permanecen la mayor parte del tiempo en el fondo del acuario, excepto cuando van de caza.
No acostumbran a salir a tomar el sol. Sólo saldrán a la zona terrestre para realizar su puesta y poco más.
Son animales muy agresivos. Se deberán coger con mucho cuidado, preferentemente con guantes de jardinería, ya que al tener un cuello tan largo siempre llegan a poder morderte.
Son también unas grandes cazadoras. Gracias a su velocidad en el agua y a su largo cuello, persiguen a los peces hasta darles caza.
Son bastante tímidas, y ante el mínimo movimiento irán hasta el fondo del acuario y se enterrarán en la arena. Con el tiempo van perdiendo esta timidez.No es fácil diferenciar ambos sexos. Los machos suelen ser algo más pequeños que las hembras. 
Los ejemplares adultos pueden llegar a alcanzar hasta los 45 cm de largo.

## Hábitat natural
Vive en Florida, Georgia, Alabama y Carolina del Sur. Vive en aguas tranquilas con vegetación, y prefiere las zonas fangosas.

## Hábitat en cautiverio
Para tener adecuadamente esta especie se debe poseer un gran acuaterrario, con 4/5 partes de agua. El fondo puede ser de arena, con un grosor de unos 8 cm, para que se puedan enterrar.
La temperatura ideal ronda los 22 °C. Los ejemplares adultos pueden hibernar sin problemas.
Se recomienda poner 2 gramos de sal por cada litro de agua para evitar enfermedades como los hongos.
Pueden tener varios ejemplares juntos, pero solo si el acuaterrario es muy espacioso, ya que estos animales son muy agresivos entre sí.
Los ejemplares adultos pueden vivir sin problemas al aire libre, en un estanque con el fondo lodoso. Si se elige esta opción, será bastante difícil poder observar a las tortugas, ya que pasan casi todo el día en el agua, y son bastante asustadizas.
No se deben colocar en el acuario elementos cortantes, como rocas rugosas y troncos, ya que podrían lesionar gravemente sus caparazones.

## Alimentación
Su alimentación es casi totalmente carnívora, suele preferir presas vivas: peces, moluscos, insectos,ratones,corazón de ternera, ranas y otros anfibios que captura, no pasa muy a menudo pero puede ingerir algas o plantas. Se debe intentar acostumbrarla a comer animales muertos. 
Es recomendable darle de vez en cuando presas vivas. 
Tanto en presas vivas como muertas, se debe variar lo máximo posible.

## Reproducción
Deposita sus huevos en tierra firme, única ocasión en que sale del agua.No son fáciles de reproducir en cautividad. Si se quiere lograr, se deberá tener el macho separado de la hembra, y se juntarán algunas veces para que puedan copular. La hembra deberá tener un acuario con una parte de tierra seca con más de 25 cm de profundidad, donde hará entre una y dos puestas de 5 a 25 huevos.
Incubados a 26-27 °C y con bastante humedad, las crías eclosionarán en unos 3 meses.

## Otros datos
- VETTER la incluye en el subgénero Platypeltis.
- Hasta hace poco se incluían en el género Trionyx.
- Esta especie presenta dos problemas: el primero es que se trata de animales que se pueden tornar agresivos. También se deberán manipular con sumo cuidado. El segundo problema es que estos animales se ven muy afectados por enfermedades cutáneas, normalmente hongos. Para evitar esto se puede añadir un poco de sal al agua.

Nunca se deben liberar animales que se puedan reproducir en los ríos o lagunas, ya que causarían problemas medioambientales.
- Es una especie que no está protegida. Se puede vender libremente.